# Унгарци в Канада
Унгарците в Канада (на унгарски: Kanadai magyarok) са етническа група в Канада.

## Численост
Общо 316 765 са унгарците в Канада. 
| Провинции и територии | Численост |
| --------------------- | --------- |
| Алберта               | 48 665    |
| Саскачеван            | 24 400    |
| Манитоба              | 9900      |
| Онтарио               | 151 750   |
| Остров Принц Едуард   | 415       |
| Общо                  | 235 130   |

## Известни личности
- Аланис Морисет